# Frank Adonis
Frank Adonis, született Frank Scioscia (New York, 1935. október 27. – Las Vegas, Nevada, 2018. december 26.) amerikai színész. Apja Joe Adonis (1902–1971) gengszter.

## Filmjei

### Mozifilmek
- Francia kapcsolat (The French Connection) (1971)
- A banda, amelyik nem tudott jól lőni (The Gang That Couldn't Shoot Straight) (1971)
- Shaft és a nagy zsákmány (Shaft's Big Score!) (1972)
- Rendőrvicc (Cops and Robbers) (1973)
- Lucky Luciano (1973)
- Kattant Joe (Crazy Joe) (1974)
- A szerencsejátékos (The Gambler) (1974)
- The Sister in Law (1974)
- Patty (1976)
- Laura Mars szemei (Eyes of Laura Mars) (1978)
- Punk Rock (1979)
- Dühöngő bika (Raging Bull) (1980)
- A farkas (Wolfen) (1981)
- One Way Out (1986)
- Tőzsdecápák (Wall Street) (1987)
- Spike of Bensonhurst (1988)
- New York királya (King of New York) (1990)
- Nagymenők (Goodfellas) (1990)
- A mocskos zsaru (Bad Lieutenant) (1992)
- Tiszta románc (True Romance) (1993)
- Ace Ventura: Állati nyomozoo (Ace Ventura: Pet Detective) (1994)
- Finding Interest (1994)
- Casino (1995)
- Az esküdt (The Juror) (1996)
- Mob Queen (1998)
- One Deadly Road (1998)
- Szellemkutya (Ghost Dog: The Way of the Samurai) (1999)
- Fekete-fehér (Black and White) (1999)
- Mafioso: The Father, the Son (2001)
- High Times Potluck (2002)
- Védd magad! (Find Me Guilty) (2006)
- Saddam (2006)
- The Woods Have Eyes (2007)
- The Trouble with Cali (2012)
- Proximity to Power (2017)

### Tv-sorozatok
- The Equalizer (1985–1989, négy epizódban)
- America's Most Wanted (1989, egy epizódban)
- Veszélyes küldetés (New York Undercover) (1996, egy epizódban)
- Maffiózók (The Sopranos) (2000, egy epizódban)
- Esküdt ellenségek: Bűnös szándék (Law & Order: Criminal Intent) (2004, egy epizódban)